# Yolanda Guasch Marí
Yolanda Guasch Marí   (Eivissa, 1982) és una historiadora de l'art i professora balear adscrita al departament de Didàctica de les Ciències Socials de la Universitat de Granada.
Va iniciar els seus estudis universitaris l'any 2000 a la Universitat de les Illes Balears, i es va llicenciar en Història de l'Art per la Universitat de Granada l'any 2005. Es va doctorar en la mateixa especialitat el 2011 amb una tesi titulada «Artistes andalusos exiliats a Mèxic». El 2007 va obtenir el títol de màster en Gestió Cultural i el 2009 el de Recerca i Tutela del Patrimoni Històric, tots dos per la Universitat de Granada. El treball resultant d'aquest últim, titulat Memòria i exilio. El pintor Ramón Medina Tur, va ser premiat per l'Institut d'Estudis Eivissencs.
Els seus treballs giren entorn de l'art contemporani, la didàctica i la difusió del patrimoni. El 2017 va participar, al costat de Carmen Vidal Balanzat, en el rodatge del documental Retrats, que girava al voltant de l'exili balear a Mèxic.

## Publicacions
- Artistas andaluces en el exilio (2011)
- María Teresa Toral. Obra gràfica (2012), al costat de M. J. Muntanyès Garnica i F. Toro Ceballos
- Memoria y exilio. El pintor Ramón Medina Tur (2013)[6]
- Andalucía y México (2013)